# 388 a. C.
El año 388 a. C. fue un año del calendario romano prejuliano. En el Imperio romano se conocía como el Año del Tribunado de Capitolino, Fidenas, Yulo, Corvo, Flavo y Rufo (o menos frecuentemente, año 366 Ab urbe condita).

## Acontecimientos

### Grecia
- El rey Agesipolis I lidera a un ejército espartano contra Argos. Puesto que ningún ejército argivo lo desafía, saquea el campo durante un tiempo, y luego, después de recibir varios augurios desfavorables, regresa a Esparta.
- El general ateniense Trasíbulo, navega hacia Lesbos, donde, con el apoyo de los mitilenos, derrota a las fuerzas espartanas en la isla y gana una serie de ciudades. Mientras está todavía en Lesbos, sin embargo, Trasíbulo es muerto por gentes de la ciudad de Aspendo donde sus exacciones fiscales lo habían hecho impopular.
- Preocupado por el renacimiento de las ambiciones imperialistas atenienses, el rey persa Artajerjes II y el rey Agesilao II de Esparta se alían. Esparta busca también y obtiene el apoyo de Dionisio I de Siracusa.

## Arte y literatura
- Platón, habiendo abandonado Atenas a la muerte de Sócrates para visitar Megara y posiblemente Egipto, viaja a Siracusa por invitación de Dion, cuñado de Dionisio.
- Se representa la obra de Aristófanes escribe Pluto (Riqueza).

## Fallecimientos
- Trasíbulo, general ateniense.

- Datos: Q228594